# Airon-Saint-Vaast
Airon-Saint-Vaast település Franciaországban, Pas-de-Calais megyében. Lakosainak száma 189 fő (2022. január 1.). Airon-Saint-Vaast Airon-Notre-Dame, Rang-du-Fliers, Wailly-Beaucamp és Campigneulles-les-Grandes községekkel határos.

## Népesség
A település népességének változása:
| Lakosok száma | 194  | 188  | 186  | 188  | 190  | 189  | 188  | 189  |
|               | 2013 | 2015 | 2017 | 2018 | 2019 | 2020 | 2021 | 2022 |